# Peter A. Diamond
Peter Arthur Diamond, född 29 april 1940 i New York City, New York, USA, är en amerikansk nationalekonom, känd för sin analys av USA:s socialförsäkringspolitik och sitt arbete som rådgivare till Advisory Council on Social Security i slutet av 1980-talet och 1990-talet.
Han tilldelades Sveriges riksbanks pris i ekonomisk vetenskap till Alfred Nobels minne 2010 tillsammans med Dale Mortensen och Christopher Pissarides för "deras analys av marknader med sökfriktioner".

## Biografi
Diamond föddes i en judisk familj. Hans farföräldrar immigrerade till USA i början av 1920-talet. Hans föräldrar, båda födda 1908, växte upp i New York City och bodde aldrig utanför storstadsområdet. Båda slutade gymnasiet och började arbeta, men hans far studerade vid Brooklyn Law School på kvällarna medan han sålde skor under dagen. De gifte sig 1929. Han har en bror, Richard, född 1934.
Han började offentlig skola i Bronx och bytte till förortsskolor i andra klass när familjen flyttade till Woodmere, på Long Island. Han tog så småningom grundexamen vid Lawrence High School. Han tog 1960 en kandidatexamen summa cum laude i matematik vid Yale University och 1963 en doktorsexamen vid Massachusetts Institute of Technology.
Diamond har varit gift med Kate (Priscilla Myrick) sedan 1966. De har två söner. 

## Karriär och vetenskapligt arbete
Diamond var biträdande professor vid University of California, Berkeley, från 1963 till 1965 och tillförordnad docent där innan han började på MIT-fakulteten som docent 1966. Han befordrades till professor 1970, tjänstgjorde som chef för institutionen för ekonomi 1985–86 och utsågs till institutprofessor 1997.
År 1968 valdes Diamond till stipendiat och fungerade som president för Econometric Society. År 2003 tjänstgjorde han som president för American Economic Association. Han blev 1978 stipendiat vid American Academy of Arts and Sciences, medlem av National Academy of Sciences 1984 och var 1988 en av grundarna av National Academy of Social Insurance. Diamond var 2008 års mottagare av Robert M. Ball-priset för enastående prestationer inom socialförsäkring, utdelat av NASI. Som Fulbright Distinguished professor undervisade han 2000 i ekonomi vid University of Siena.
Diamond skrev en bok om social trygghet tillsammans med Peter R. Orszag, president Obamas tidigare chef för Office of Management and Budget, med titeln Saving Social security: a balanced approach (2004,-5, Brookings Institution Press). En tidigare artikel från Brookings Institution introducerade hans idéer.
I april 2010 nominerades Diamond, tillsammans med Janet Yellen och Sarah Bloom Raskin, av president Barack Obama för att fylla vakanserna i Federal Reserve Board. I augusti 2010 återlämnade senaten Diamonds nominering till Vita huset och avvisade hans nominering. President Obama nominerade honom i september. I juni 2011, efter en tredje omgång av övervägande för Fed-platsen, skrev Diamond i en debattkolumn i New York Times att han planerade att dra tillbaka sitt namn. 

## Utmärkelser och hedersbetygelser
- Guggenheimstipendiet,  1965[11]
- Fellow of the Econometric Society,  1968[12]
- Erwin Plein Nemmers Prize in Economics,  1994[13]
- Sveriges riksbanks pris i ekonomisk vetenskap till Alfred Nobels minne, med  Dale Mortensen och Christopher Pissarides,  2010[14]
- Distinguished Fellow of the American Economic Association
- Fellow of the American Academy of Arts and Sciences
- Fisher-Schultz Lecture

[Redigera Wikidata]